# Delminichthys adspersus
Delminichthys adspersus é uma espécie de peixe actinopterígeo da família Cyprinidae.
Pode ser encontrada nos seguintes países: Bósnia e Herzegovina e Croácia.
Os seus habitats naturais são: rios, rios intermitentes, lagos de água doce e sistemas cársticos interiores.
Está ameaçada por perda de habitat.